# Alon De Loco
Alon De Loco (ebraico: אלון דה לוקו), pseudonimo di Alon Cohen (ebraico: אלון כהן) (Be'er Sheva, 15 novembre 1974), è un rapper, produttore discografico, ballerino e disc jockey israeliano.

## Biografia
Cohen è nato a Be'er Sheva nel 1974, in una famiglia ebraica di origini irachene e marocchine. Agli inizi lui e la sua famiglia vivevano in povertà, e lui ha cominciato a cantare per mantenere la moglie e i loro 4 figli (a cui ha dedicato un videoclip).
Dopo qualche anno ha cominciato a farsi notare, tanto che ha collaborato con altri cantanti israeliani famosi, tra cui Gad Elbaz, Sarit Hadad e Subliminal.
Il 6 settembre 2011 Alon De Loco ha vinto il primo premio al reality show Living in La La Land., firmando poi un contratto con la Geffen Records.
Finora ha registrato 3 album in studio e una raccolta, con uno stile di musica rap e reggae influenzate da musica latina e mediorientale.

## Discografia
- 2005: Party Materiale (in ebraico חומר למסיבה)
- 2007: Fa Da Party (in ebraico עושה ת'מסיבה)
- 2010: Shi Vol. 1 (in ebraico שי Vol.1)
- 2013: De Loco collection